# Salvador Giménez Valls
Salvador Giménez Valls (Muro d'Alcoi - 31 de maig de 1948) és un bisbe valencià. Fou bisbe de Menorca des del 2008, fins que fou nomenat bisbe de Lleida el 2015, quan rellevà del càrrec Joan Piris i Frígola.

## Biografia
Estudià Filosofia i Lletres i s'especialitzà en història a la Universitat de València. Format al Seminari Metropolità de València entre el 1960 i el 1973, fou ordenat sacerdot el 9 de juny de 1973. Ha estat rector de diverses parròquies de València com la Santiago Apòstol d'Alborache i San Mauro, Sant Francesc d'Alcoi i rector del Seminari Menor de Moncada. També va ser director de l'escola Claret de Xàtiva, delegat diocesà per l'educació i director de les sessions d'Educació Religiosa de la Conferència Episcopal Espanyola així com de les Comunicacions Socials el 2014. El 1996 fou nomenat vicari episcopal de València.
A Menorca des del 2001, el 2005 va ser nomenat bisbe auxiliar de Valencia durant el mandat d'Agustín García Gasco i el 21 de setembre de 2008 fou destinat a Menorca per a substituir a Joan Piris després que fos nomenat Bisbe de Lleida. Catalunya Religió apunta que curiosament, és la tercera vegada que es dona el mateix moviment entre Menorca i Lleida. El 1999, Francesc Xavier Ciuraneta va arribar a Lleida procent de Menorca. El 2008 va passar el mateix amb el bisbe Joan Piris. I ara, amb el seu successor, Giménez Valls. Amb Giménez Valls, es manté la proporció de tres bisbes procedents del clergat valencià en les deu diòcesis catalanes: Agustí Cortés Soriano a Sant Feliu de Llobregat, Enrique Benavent Vidal a Tortosa, i Giménez Valls a Lleida.
En la Conferència Episcopal Espanyola és membre de la Comissió Episcopal per a les Comunicacions Socials des de març 2020. Ha sigut membre de les Comissions Episcopals de Mitjans de comunicació Social (2014-2020) i d'Ensenyament i Catequesi (2005-2014).